# 이대섭
대한민국 언론인이다.

## 생애
- 대한민국 언론인으로서 EBS 한국교육방송공사의 콘텐츠사업본부 온라인교육사업부 PD(사장 대우)이다.
- 대학수학능력시험과 EBS 한국교육방송공사 공공 교육의 컨텐츠 구축을 이끌었던 인물이다.
- 성균관대학교 출신이며, EBS 온라인 교육에서 이PD 영어라는 온라인 교육 강사로 활동한 이력이 있다.
- 탤런트 방송인 가족으로 경향신문 기사에 실린적 있다.(탤런트 이두섭 "방송가족")[1] 
  KBS 탤런트 이두섭, EBS PD 이대섭(동생), KBS 탤런트 김수미라(조카)
- 성주 이씨 문열공파(文烈公派)의 25代孫으로 22代 율정(栗亭) 이종태(1860년)(순천광양구례 삼군수), 23代 원암(遠庵) 이정순(민선면장)의 직계 후손이다.

1. ↑  “탤런트 방송가족”. 경향신문. 1993.02.13.